# Alex Douglas
Alex Raymond Douglas (ur. 17 sierpnia 2001 w Sztokholmie) – szwedzki piłkarz grający na pozycji środkowego obrońcy w Lechu Poznań oraz w reprezentacji Szwecji.

## Kariera klubowa
Douglas jest wychowankiem IF Brommapojkarna, z którego przeniósł się do akademii Hammarby. 6 sierpnia 2019 przeniósł się do hiszpańskiego klubu San Roque de Lepe, występującego w Tercera División. 2 kwietnia 2020 wrócił do Szwecji, do klubu FC Stokholm, występującego w 3 lidze szwedzkiej. W następnym sezonie przeniósł się do Hammarby TFF, w barwach którego rozegrał 20 występów. W dniu 22 marca 2022 roku przeniósł się do Västerås SK, grającego w Superettan, podpisując 3-letni kontrakt. Swój pierwszy sezon spędził na wypożyczeniu w IFK Eskilstuna, a w drugim sezonie wrócił do Västerås i pomógł im wygrać Superettan i zdobyć awans do Allsvenskan. 10 lipca 2024 Douglas przeniósł się do występującego w Ekstraklasie Lecha Poznań.

## Kariera reprezentacyjna
Douglas urodził się w Szwecji, jego ojciec jest Ghańczykiem, a matka Szwedką. Został powołany do seniorskiej reprezentacji Szwecji na wrześniowe mecze Ligi Narodów UEFA. 5 września 2024 roku zadebiutował na arenie międzynarodowej jako zawodnik pierwszego składu reprezentacji Szwecji w wygranym 3:1 meczu z Azerbejdżanem.

## Osiągnięcia

### Västerås SK
- Superettan: 2023

### Lech Poznań
- Mistrzostwo Polski: 2024/2025